# Esebeck
Esebeck is een dorp in de Duitse gemeente Göttingen in de deelstaat Nedersaksen. Het dorp werd in 1973 bij de stad Göttingen gevoegd, maar heeft zijn dorpskarakter behouden.
Esebeck wordt voor het eerst genoemd in de Vita Meinwerci uit 1165, hoewel niet geheel zeker is of daar Esebeck wordt bedoeld.